# Saíd Martínez
Héctor Said Martínez Sorto, né le 7 août 1991, est un arbitre de football hondurien qui figure sur la liste des arbitres internationaux de la FIFA depuis 2017 . Il est également l'un des arbitres du championnat du Honduras de football.

## Biographie
Said Martínez naît à Tocoa le 7 août 1991. À l'âge de dix ans, il commence à rêver d'être arbitre grâce à l'exemple de son père, et prend la décision de devenir arbitre. Il est le plus jeune à faire ses débuts dans les matchs de football de la Liga Nacional de Fútbol Profesional de Honduras à seulement 18 ans,.

### Carrière d'arbitre
Said Martínez devient arbitre international pour la FIFA et la CONCACAF en 2017. Il arbitre lors de la Gold Cup 2019, puis au Championnat de la CONCACAF des moins 20 ans et à la Coupe du monde des moins 20 ans.
Il est sélectionné pour arbitrer la Gold Cup 2021. Il a arbitré la finale entre les États-Unis et le Mexique.
Le 19 mai 2022, il est sélectionné pour être un des trente-six arbitres de la Coupe du monde de football 2022,, et arbitre par ailleurs lors des Jeux olympiques d'été de 2024 en France, lors desquels ses décisions arbitrales sont controversées,.